# 로드 던세이니

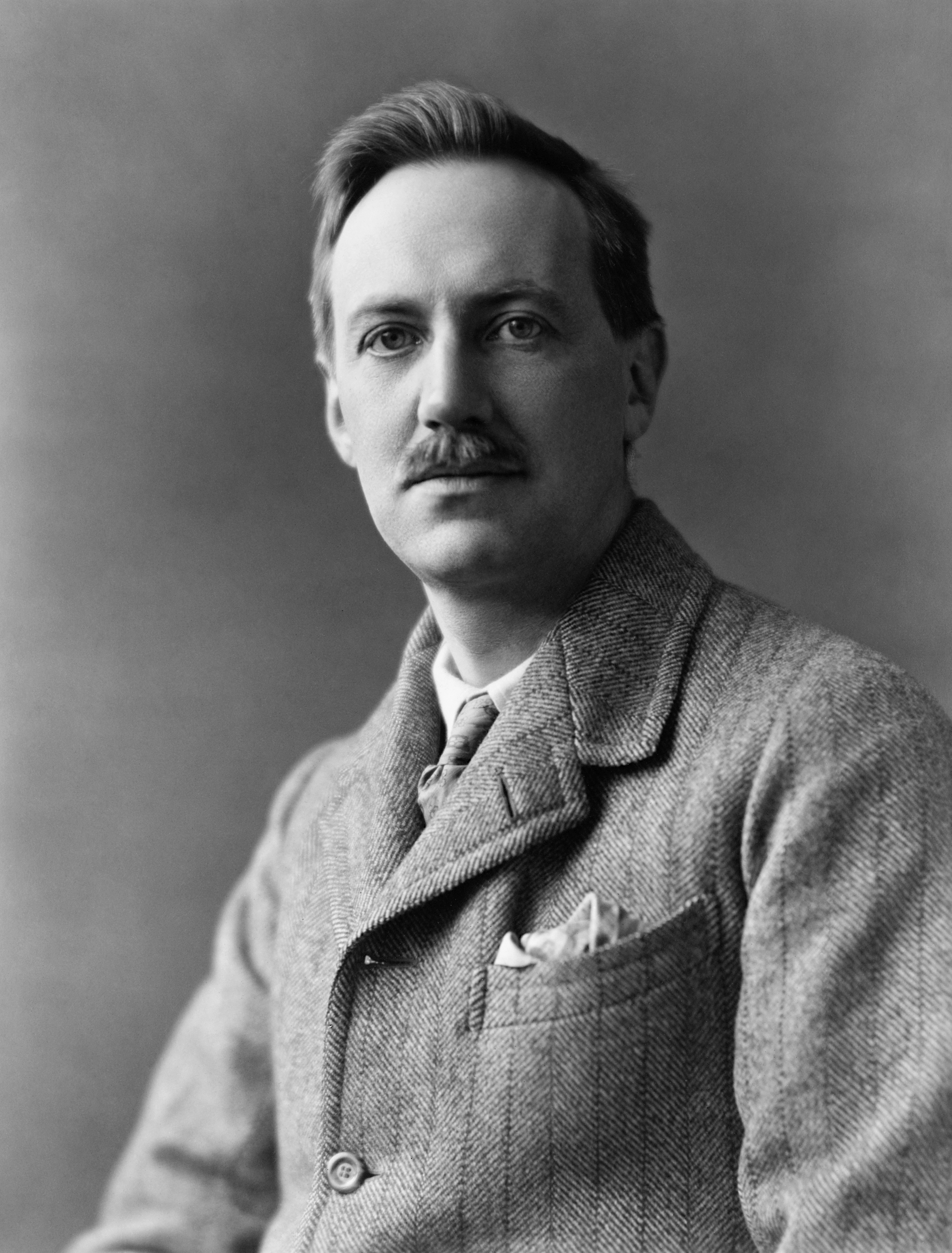
로드 던세이니.

제18대 던세이니 남작 에드워드 존 모튼 드랙스 플런캣(Edward John Moreton Drax Plunkett, 18th Baron of Dunsany, 1878년 7월 24일 ~ 1957년 10월 25일)은 19세기 영국의 환상소설(위어드 테일) 작가이다. 로드 던세이니(Lord Dunsany)는 그의 필명이자 작위명이다.

## 생애
1878년 7월 24일 런던에서 제17대 던세이니 남작(Baron of Dunsany) 존 윌리엄 플런캣(John William Plunkett)의 장남으로 태어났다. 그의 가문은 대대로 명망 있는 아일랜드 귀족 가문이었으며, 부친 사후 남작위를 물려받았다.
던세이니는 보어 전쟁과 제1차 세계대전에도 참전했고, 왕실 근위대장을 지내기도 했다. 그는 크리켓과 사냥, 체스를 즐겼으며 세계 여행을 하는 등 지극히 부유하고 귀족적인 삶을 살았지만, 활발한 대외적 활동뿐 아니라 단편과 수필, 희곡 등 80권에 달하는 많은 저서를 남겼으며, 특히 시적인 언어로 꿈과 환상의 세계를 그려내는 데 탁월한 재능을 보였다.
던세이니의 작품 세계는 크게 《51개의 이야기》(1915)등 우화적인 단편들 위주의 초기와 판타지를 배경으로 장편들을 주로 썼던 중기, 리얼리즘을 추구한 후기로 나뉜다. 이 중에서도 《돈 로드리게즈: 그림자 계곡의 연대기》(1922)나 《꼬마 요정 나라 공주님》(1924), 《청소부 여인의 그림자》(1926)와 같이 중기에 해당하는 웅장한 스케일의 장편들은 판타지 문학의 고전으로 꼽힌다. 또한 초기 단편들에서 두드러진 작가의 유려하고 시적인 문체와 근원적 상상력은 J.R.R. 톨킨, 하워드 필립스 러브크래프트 등 후세의 판타지, 호러, SF작가들에게 큰 영향을 주었다.
생의 대부분을 12세기 노르만풍으로 건조된 타라의 고성에서 보낸 던세이니는 1957년 10월 25일 더블린에서 79세의 나이로 삶을 마감했다.

## 영향
하워드 필립스 러브크래프트는 자신의 작품에 영향을 준 작가로 에드거 앨런 포와 함께 로드 던세이니를 언급하고 있으며, 1919년 던세이니의 단편집 《몽상가들의 이야기》를 읽고 감명을 받아 그 해 10월 던세이니의 낭독을 들으러 보스턴을 방문하기도 하였다. 훗날 로드 던세이니는 1948년 아서 클라크를 통해 러브크래프트의 작품이 실린 잡지와 함께 그가 자신의 초기 저작들에 많은 영향을 받았음을 전해 듣고 보낸 답장에서 "러브크래프트가 내 스타일을 차용한 것을 알고 있으나, 그렇다고 불평하고 싶지는 않네. 솔직히 그 친구의 작품을 읽을 수 있어 기쁘네"라는 말과 함께 러브크래프트가 쓴 《네크로노미콘》이 자신이 과거 썼던 《사파날의 슬로브본 5막》의 한 장면을 떠올리게 한다고 평하였으며, 4년 뒤인 1952년 어거스트 덜레스에게 편지로 러브크래프트가 자신의 작품에 관해 쓴 '로드 던세이니와 그의 작품론'이 수록되어 있는 《마지널리아》라는 책을 보내 줄 것을 요청하면서 "러브크래프트의 작품 몇 편을 읽어본 결과 내 스타일로 또 상당 부분 내 소재로 글을 쓰되 완전히 독창적이고 전혀 모방의 방식이 아니라서 그의 작품에 유달리 관심이 많소. 내게 책을 보내주는 호의를 베풀어준다면 큰 관심을 가지고 읽어볼 생각이오."라고 러브크래프트의 작품을 평하기도 했다.
호르헤 루이스 보르헤스는 "부자 귀족이라는 다소 가벼워 보이는 이미지가 그의 수많은 아름다운 글들을 덮어 버렸다"고 개탄하였다.

## 작품 목록

### 소설
- 《페가나의 신들》(The Gods of Pegana) 1905년(단편집)
- 《시간과 신들》(Time and the Gods) 1906년(단편집)
- 《웰러란의 검》(The Sword of Welleran and Other Stories) 1908년(단편집)
- 《몽상가들의 이야기》》(A Dreamer's Tales) 1910년(단편집)
- 《경이의 서》(The Book of Wonder) 1912년(단편집)
- 《51개의 이야기》(Fifty-One Tales) 1915년(단편집)
- 《경이로운 이야기》(Tales of Wonder) 1916년(단편집)
- Tales of War 1918년(단편집)
- Unhappy Far-Off Things 1919년(단편집)
- Tales of Three Hemispheres 1919년(단편집)
- 《돈 로드리게즈: 그림자 계곡의 연대기》(The Chronicles of Rodriguez) 1922년(단편집)
- 《꼬마 요정 나라 공주님》(The King of Elfland's Daughter) 1924년
- 《마법사의 제자》(The Charwoman's Shadow) 1926년
- 《판의 축복》(The Blessing of Pan) 1927년
- The Travel Tales of Mr. Joseph Jorkens 1931년(단편집)
- The Curse of the Wise Woman 1933년
- Jorkens Remembers Africa 1934년(단편집)
- Up in the Hills 1935년
- Rory and Bran 1936년
- My Talks With Dean Spanley 1936년
- The Story of Mona Sheehy 1939년
- Jorkens Has a Large Whiskey 1940년(단편집)
- Guerilla 1944년
- The Fourth Book of Jorkens 1947년(단편집)
- The Man Who Ate the Phoenix 1949년(단편집)
- The Strange Journeys of Colonel Polders 1950년
- The Last Revolution 1951년
- The Little Tales of Smethers and Other Stories 1952년(단편집)
- His Fellow Men 1952년
- Jorkens Borrows Another Whiskey 1954년(단편집)

### 희곡
- Five Plays 1914년
- Plays of Gods and Men 1917년
- If 1921년
- Plays of Near and Far 1922년
- Alexander and Three Small Plays 1925년
- Seven Modern Comedies 1928년
- The Old Folk of the Centuries 1930년
- Lord Adrian 1933년
- Mr Faithful 1935년
- Plays for Earth and Air 1937년

### 시
- Fifty Poems 1929년
- Mirage Water 1938년
- War Poems 1941년
- Wandering Songs 1943년
- A Journey 1944년
- The Year 1946년
- The Odes of Horace 1947년
- To Awaken Pegasus 1949년

### 논픽션 (자서전 ・ 논평 외)
- If I Were Dictater - 1934년에 낸 정치 팜플렛.
- My Ireland 1937년
- Patches of Sunlight 1938년 - 그의 자서전이다.
- While the Sirens Slept 1944년 - 그의 자서전이다.
- The Sirens Wake 1945년- 그의 자서전이다.
- The Donnellan Lectures 1945년 - 그의 강연집이다.
- A Glimpse From A Watch Tower 1946년